# Президент Туркменістану
Президент Туркменістану — глава держави Туркменістан. З часу набуття суверенітету 27 жовтня 1991 року, відколи в країні було встановлено республіканський лад, змінилося троє президентів.
З 19 березня 2022 року президентом Туркменістану є Сердар Бердимухамедов, який здобув перемогу на президентських виборах 2022 року.

## Список
1. Ніязов Сапармурат Атайович (27 жовтня 1990 — 21 грудня 2006)
2. Бердимухамедов Гурбангули Мялікгулийович (14 лютого 2007 — 19 березня 2022) (21 грудня 2006 — 14 лютого 2007 — виконувач обов'язків).
3. Бердимухамедов Сердар Гурбангулийович (з 19 березня 2022 року)